# IDEMITSU Honda Team Asia
El equipo IDEMITSU Honda Team Asia es un equipo de las categorías MotoGP, Moto2 y Moto3. Honda Team Asia es un equipo para jóvenes asiáticos.    

## MotoGP
LCR Honda Idemitsu es el nombre oficial para el equipo en MotoGP que corre con el piloto Takaaki Nakagami desde 2018.[cita requerida]

## Moto2
El equipo también compite en la categoría de Moto2 bajo el nombre de IDEMITSU Honda Team Asia desde 2013. Compite con los pilotos Somkiat Chantra y Ai Ogura].[cita requerida]

## Moto3
La moto de menor cilindrada de las tres categorías compite bajo el nombre de Honda Team Asia con los pilotos Andi Farid Izdihar y Yuki Kunii, el equipo compite en la categoría desde la Temporada 2015].[cita requerida]

## Estadísticas
| MotoGP | Año  | Dorsal | Piloto             | Moto           | Bandera de Catar | Bandera de Argentina      | Bandera de Estados Unidos | Bandera de España          | Bandera de Francia | Bandera de Italia   | Bandera de Cataluña         | Bandera de los Países Bajos | Bandera de Alemania         | Bandera de República Checa | Bandera de Austria         | Bandera del Reino Unido | Bandera de San Marino | Bandera de Aragón     | Bandera de Tailandia      | Bandera de Japón     | Bandera de Australia | Bandera de Malasia |    | PTS |
| ------ | ---- | ------ | ------------------ | -------------- | ---------------- | ------------------------- | ------------------------- | -------------------------- | ------------------ | ------------------- | --------------------------- | --------------------------- | --------------------------- | -------------------------- | -------------------------- | ----------------------- | --------------------- | --------------------- | ------------------------- | -------------------- | -------------------- | ------------------ | -- | --- |
| MotoGP | 2018 | 30     | Takaaki Nakagami   | Honda RC213V   | 17               | 13                        | 14                        | 12                         | 15                 | 18                  | RET                         | 19                          | RET                         | 17                         | 15                         | C                       | 13                    | 12                    | 22                        | 15                   | 14                   | 14                 | 6  | 33  |
| MotoGP | 2019 | 30     | Takaaki Nakagami   | Honda RC213V   | 9                | 7                         | 10                        | 9                          | RET                | 5                   | 8                           | RET                         | 14                          | 9                          | 11                         | 17                      | 18                    | 10                    | 10                        | 16                   | -                    | -                  | -  | 74  |
| MotoGP | Año  | Dorsal | Piloto             | Moto           | Bandera de Catar | Bandera de España         | Bandera de Andalucía      | Bandera de República Checa | Bandera de Austria | Bandera de Austria  | Bandera de San Marino       | Bandera de San Marino       | Bandera de Cataluña         | Bandera de Francia         | Bandera de Aragón          | Bandera de Aragón       |                       |                       | Bandera de Portugal       | --                   | --                   | --                 | -- |     |
| MotoGP | 2020 | 30     | Takaaki Nakagami   | Honda RC213V   | C                | 10                        | 4                         | 8                          | 6                  | 7                   | 9                           | 6                           | 7                           | 7                          | 5                          | RET                     | 4                     | RET                   | 5                         |                      |                      |                    |    | 116 |
| MotoGP | Año  | Dorsal | Piloto             | Moto           | Bandera de Catar | Bandera de Catar          | Bandera de Portugal       | Bandera de España          | Bandera de Francia | Bandera de Italia   | Bandera de Cataluña         | Bandera de Alemania         | Bandera de los Países Bajos | Bandera de Austria         | Bandera de Austria         | Bandera del Reino Unido | Bandera de Aragón     | Bandera de San Marino | Bandera de Estados Unidos | Bandera de Tailandia | Bandera de Australia | Bandera de Malasia |    |     |
| MotoGP | 2021 | 30     | Takaaki Nakagami   | Honda RC213V   | RET              | 17                        | 10                        | 4                          | 7                  | RET                 | 13                          | 13                          | 9                           | 11                         |                            |                         |                       |                       |                           |                      |                      |                    |    | 34  |
| Moto2  | Año  | Dorsal | Piloto             | Moto           | Bandera de Catar | Bandera de Texas          | Bandera de España         | Bandera de Francia         | Bandera de Italia  | Bandera de Cataluña | Bandera de los Países Bajos | Bandera de Alemania         | Bandera de Estados Unidos   | Bandera de Indiana         | Bandera de República Checa | Bandera del Reino Unido | Bandera de San Marino | Bandera de Aragón     | Bandera de Malasia        | Bandera de Australia | Bandera de Japón     |                    | -- |     |
| Moto2  | 2013 | 25     | Azlan Shah         | Moriwaki MD600 |                  |                           |                           |                            |                    |                     |                             |                             | -(***)                      |                            |                            |                         | 23                    | RET                   | 21                        | 19                   | 23                   | 25                 |    |     |
| Moto2  | 2013 | 72     | Yuki Takahashi     | Moriwaki MD600 | 23               | 18                        | 22                        | 17                         | 23                 | 20                  | 25                          | 18                          | -(***)                      | 21                         | 17                         | 22                      |                       |                       |                           |                      |                      |                    |    |     |
| Moto2  | Año  | Dorsal | Piloto             | Moto           | Bandera de Catar | Bandera de Argentina      | Bandera de Estados Unidos | Bandera de España          | Bandera de Francia | Bandera de Italia   | Bandera de Cataluña         | Bandera de los Países Bajos | Bandera de Alemania         | Bandera de Indiana         | Bandera de República Checa | Bandera del Reino Unido | Bandera de San Marino | Bandera de Arameos    | Bandera de Japón          | Bandera de Australia | Bandera de Malasia   |                    | -- |     |
| Moto2  | 2014 | 91     | Azlan Shah         | Kalex          | 18               | 18                        | 21                        | 24                         | 24                 | 27                  | 19                          | RET                         | 28                          | 20                         | 28                         | 25                      | 32                    | 19                    | 24                        | DNS                  | 20                   | 27                 |    | 34  |
| Moto2  | 2014 | 30     | Takaaki Nakagami   | Kalex          | DSQ              | 11                        | 15                        | RET                        | 16                 | 16                  | 13                          | 14                          | 21                          | 11                         | 19                         | 15                      | 10                    | 15                    | 13                        | 11                   | RET                  | 14                 |    | 34  |
| Moto2  | Año  | Dorsal | Piloto             | Moto           | Bandera de Catar | Bandera de Estados Unidos | Bandera de Argentina      | Bandera de España          | Bandera de Francia | Bandera de Italia   | Bandera de Cataluña         | Bandera de los Países Bajos | Bandera de Alemania         | Bandera de Indiana         | Bandera de República Checa | Bandera del Reino Unido | Bandera de San Marino | Bandera de Aragón     | Bandera de Japón          | Bandera de Australia | Bandera de Malasia   |                    | -- |     |
| Moto2  | 2015 | 91     | Azlan Shah         | Kalex          | -                | 19                        | 17                        | 21                         | 19                 | 15                  | 19                          | 16                          | NC                          | 11                         | 23                         | 19                      | 13                    | 14                    |                           |                      |                      |                    |    |     |
| Moto2  | 2015 | 30     | Takaaki Nakagami   | Kalex          | -                | 10                        | 20                        | 17                         | 7                  | 13                  | 20                          | 13                          | 7                           | 9                          | 12                         | 14                      | 3                     | 8                     |                           |                      |                      |                    |    |     |
| Moto2  | 2016 |        |                    |                |                  |                           |                           |                            |                    |                     |                             |                             |                             |                            |                            |                         |                       |                       |                           |                      |                      |                    |    |     |
| Moto2  |      |        |                    |                |                  |                           |                           |                            |                    |                     |                             |                             |                             |                            |                            |                         |                       |                       |                           |                      |                      |                    |    |     |
| Moto2  | 2017 |        |                    |                |                  |                           |                           |                            |                    |                     |                             |                             |                             |                            |                            |                         |                       |                       |                           |                      |                      |                    |    |     |
| Moto2  |      |        |                    |                |                  |                           |                           |                            |                    |                     |                             |                             |                             |                            |                            |                         |                       |                       |                           |                      |                      |                    |    |     |
| Moto2  | 2018 |        |                    |                |                  |                           |                           |                            |                    |                     |                             |                             |                             |                            |                            |                         |                       |                       |                           |                      |                      |                    |    |     |
| Moto2  |      |        |                    |                |                  |                           |                           |                            |                    |                     |                             |                             |                             |                            |                            |                         |                       |                       |                           |                      |                      |                    |    |     |
| Moto2  | 2019 |        |                    |                |                  |                           |                           |                            |                    |                     |                             |                             |                             |                            |                            |                         |                       |                       |                           |                      |                      |                    |    |     |
| Moto2  |      |        |                    |                |                  |                           |                           |                            |                    |                     |                             |                             |                             |                            |                            |                         |                       |                       |                           |                      |                      |                    |    |     |
| Moto2  | Año  | Dorsal | Piloto             | Moto           | Bandera de Catar | Bandera de España         | Bandera de Andalucía      | Bandera de República Checa | Bandera de Austria | Bandera de Austria  | Bandera de San Marino       | Bandera de San Marino       | Bandera de Cataluña         | Bandera de Francia         | Bandera de Aragón          | Bandera de Aragón       |                       |                       | Bandera de Portugal       | --                   | --                   | --                 | -- |     |
| Moto2  | 2020 |        |                    |                |                  |                           |                           |                            |                    |                     |                             |                             |                             |                            |                            |                         |                       |                       |                           |                      |                      |                    |    |     |
| Moto2  |      |        |                    |                |                  |                           |                           |                            |                    |                     |                             |                             |                             |                            |                            |                         |                       |                       |                           |                      |                      |                    |    |     |
| Moto2  |      | Dorsal | Piloto             | Moto           | Bandera de Catar | Bandera de Catar          | Bandera de Portugal       | Bandera de España          | Bandera de Francia | Bandera de Italia   | Bandera de Cataluña         | Bandera de Alemania         | Bandera de los Países Bajos | Bandera de Austria         | Bandera de Austria         | Bandera del Reino Unido | Bandera de Aragón     | Bandera de San Marino | Bandera de Estados Unidos | Bandera de Tailandia | Bandera de Australia | Bandera de Malasia |    |     |
| Moto2  | 2021 | 35     | Somkiat Chantra    | Kalex          | NC               | 19                        | 21                        | NC                         | 12                 | 18                  | 9                           | 18                          | 11                          | 11                         |                            |                         |                       |                       |                           |                      |                      |                    |    |     |
| Moto2  | 2021 | 79     | Ai Ogura           | Kalex          | 17               | 5                         | NC                        | 7                          | 7                  | 6                   | NC                          | NC                          | 6                           | 6                          |                            |                         |                       |                       |                           |                      |                      |                    |    |     |
| Moto3  |      | Dorsal | Piloto             | Moto           | Bandera de Catar | Bandera de Texas          | Bandera de España         | Bandera de Francia         | Bandera de Italia  | Bandera de Cataluña | Bandera de los Países Bajos | Bandera de Alemania         | Bandera de Estados Unidos   | Bandera de Indiana         | Bandera de República Checa | Bandera del Reino Unido | Bandera de San Marino | Bandera de Aragón     | Bandera de Malasia        | Bandera de Australia | Bandera de Japón     |                    | -- |     |
| Moto3  | 2013 | 91     | Hiroki Ono         | Honda NSF250RW | -                | -                         | -                         | -                          | -                  | -                   | -                           | -                           | -(***)                      | -                          | -                          | -                       | -                     | -                     | -                         | -                    | RET                  | -                  |    |     |
| Moto3  |      | Dorsal | Piloto             | Moto           | Bandera de Catar | Bandera de Argentina      | Bandera de Estados Unidos | Bandera de España          | Bandera de Francia | Bandera de Italia   | Bandera de Cataluña         | Bandera de los Países Bajos | Bandera de Alemania         | Bandera de República Checa | Bandera de Austria         | Bandera del Reino Unido | Bandera de San Marino | Bandera de Aragón     | Bandera de Tailandia      | Bandera de Japón     | Bandera de Australia | Bandera de Malasia |    |     |
| Moto3  | 2014 |        |                    |                |                  |                           |                           |                            |                    |                     |                             |                             |                             |                            |                            |                         |                       |                       |                           |                      |                      |                    |    |     |
| Moto3  |      |        |                    |                |                  |                           |                           |                            |                    |                     |                             |                             |                             |                            |                            |                         |                       |                       |                           |                      |                      |                    |    |     |
| Moto3  | 2015 |        |                    |                |                  |                           |                           |                            |                    |                     |                             |                             |                             |                            |                            |                         |                       |                       |                           |                      |                      |                    |    |     |
| Moto3  |      |        |                    |                |                  |                           |                           |                            |                    |                     |                             |                             |                             |                            |                            |                         |                       |                       |                           |                      |                      |                    |    |     |
| Moto3  | 2016 |        |                    |                |                  |                           |                           |                            |                    |                     |                             |                             |                             |                            |                            |                         |                       |                       |                           |                      |                      |                    |    |     |
| Moto3  |      |        |                    |                |                  |                           |                           |                            |                    |                     |                             |                             |                             |                            |                            |                         |                       |                       |                           |                      |                      |                    |    |     |
| Moto3  | 2017 |        |                    |                |                  |                           |                           |                            |                    |                     |                             |                             |                             |                            |                            |                         |                       |                       |                           |                      |                      |                    |    |     |
| Moto3  |      |        |                    |                |                  |                           |                           |                            |                    |                     |                             |                             |                             |                            |                            |                         |                       |                       |                           |                      |                      |                    |    |     |
| Moto3  | 2018 |        |                    |                |                  |                           |                           |                            |                    |                     |                             |                             |                             |                            |                            |                         |                       |                       |                           |                      |                      |                    |    |     |
| Moto3  |      |        |                    |                |                  |                           |                           |                            |                    |                     |                             |                             |                             |                            |                            |                         |                       |                       |                           |                      |                      |                    |    |     |
| Moto3  | 2019 |        |                    |                |                  |                           |                           |                            |                    |                     |                             |                             |                             |                            |                            |                         |                       |                       |                           |                      |                      |                    |    |     |
| Moto3  |      |        |                    |                |                  |                           |                           |                            |                    |                     |                             |                             |                             |                            |                            |                         |                       |                       |                           |                      |                      |                    |    |     |
| Moto3  |      | Dorsal | Piloto             | Moto           |                  |                           |                           |                            |                    |                     |                             |                             |                             |                            |                            |                         |                       |                       |                           |                      |                      |                    |    |     |
| Moto3  | 2020 |        |                    |                |                  |                           |                           |                            |                    |                     |                             |                             |                             |                            |                            |                         |                       |                       |                           |                      |                      |                    |    |     |
| Moto3  |      |        |                    |                |                  |                           |                           |                            |                    |                     |                             |                             |                             |                            |                            |                         |                       |                       |                           |                      |                      |                    |    |     |
| Moto3  |      | Dorsal | Piloto             | Moto           | Bandera de Catar | Bandera de Catar          | Bandera de Portugal       | Bandera de España          | Bandera de Francia | Bandera de Italia   | Bandera de Cataluña         | Bandera de Alemania         | Bandera de los Países Bajos | Bandera de Austria         | Bandera de Austria         | Bandera del Reino Unido | Bandera de Aragón     | Bandera de San Marino | Bandera de Estados Unidos | Bandera de Australia | Bandera de Japón     |                    | -- |     |
| Moto3  | 2021 |        | Andi Farid Izdihar | Honda NSF250RW | 21               | 22                        | 18                        | 18                         | 15                 | 21                  | 17                          | 15                          | 24                          | NC                         |                            |                         |                       |                       |                           |                      |                      |                    |    |     |
| Moto3  | 2021 |        | Yuki Kunii         | Honda NSF250RW | 16               | 15                        | 16                        | 14                         | -                  | -                   | -                           | NC                          | -                           | 8                          |                            |                         |                       |                       |                           |                      |                      |                    |    |     |